# Sarria (járás)
Sarria egy comarca (járás) Spanyolország Galicia autonóm közösségében, Lugo tartományban. Székhelye Sarria.

## Települések
A székhely neve félkövérrel szerepel.
- O Incio
- Láncara
- Paradela
- O Páramo
- Samos
- Sarria
- Triacastela